# Helena (manželka Juliana)
Helena celým jménem Flavia Helena (před 326 - 360) byla dcerou Konstantina I. Velikého, členka konstantinské dynastie a od roku 355 manželkou budoucího císaře Juliana.

## Život
Helena se narodila jako dcera Konstantina Velikého a jeho manželky Fausty, jejími sourozenci byli tři pozdější císaři Konstantin II., Constantius II. a Constans a také její sestra Constantina. Helena dostala jméno po své babičce císařovně Heleně. Byla nejmladší Konstantinovou dcerou, zda se narodila před rokem 323, tedy před nejmladším bratrem Constansem nebo těsně před smrtí své matky v roce 326, není jisté.
V roce 355 ji její bratr Constantius oženil s Julianem, jejím bratrancem, kterého krátce předtím, 6. listopadu 355 jmenoval caesarem. Svatba se konala v Mediolanum, poté se s Julianem se přestěhovala do Galie, kde otěhotněla. V této době císařovna a její švagrová Eusebia sama celý život neplodná, pod záminkou náklonnosti přiměla Helenu k cestě do Říma, kde ji přiměla vypít jed, který měl způsobit Helenin potrat. Když se Heleně narodil syn, krátce na to opravdu zemřel. Eusebia zřejmě pověřila porodní bábu, aby dítě zabila ihned po narození a tím Juliana připravila o jeho potenciálního nástupce. V Colonia Claudia Ara Agrippinensium spolu s Juliánem nechali postavit kostel sv. Gereona, který je dnes často mylně připisován její babičce Heleně.

## Smrt Heleny
Helena byla přítomna, když byl její manžel v únoru či březnu roku 360 prohlášen svými vojáky v Lutetii za Augusta, ale na konci téhož roku zemřela během výročí Quinquennalia, oslavy Julianovy pětileté vlády. Dá se předpokládat, že zemřela při dalším potratu, ale neexistují o tom žádné důkazy. Po smrti Eusebie, která zemřela již na začátku roku 360, byla Helena posledním článkem napjatého vztahu mezi Julianem a jejím bratrem Constantiem.
Helena byla pohřbena se svou sestrou Constantinou na Via Nomentana poblíž Říma. Její hrob byl později císařem Theodosiem I. přenesen do Konstantinopole, kde byla pohřbena vedle svého manžela.
Helena je popisována jako věřící katolička, proto její vztah s Juliánem mohl být problematický. Julianus byl přesvědčený pohan a během své vlády chtěl zvrátit stále sílící křesťanství.